# Łukasz Spychała

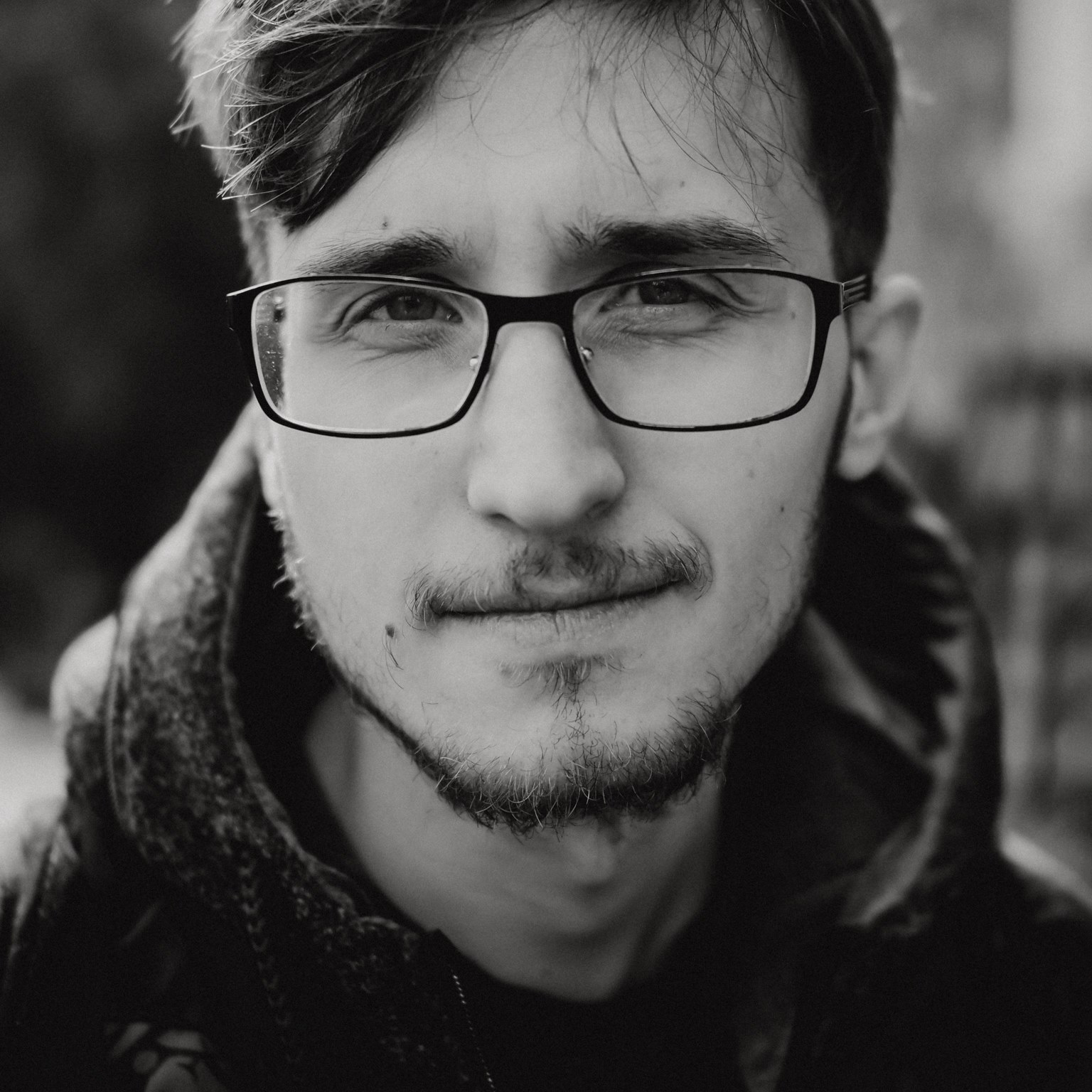
Łukasz Spychała podczas Spring session OKAMI road 18 (fot. Dariusz Sankowski) (29.03.2018)

Certyfikat zdobycia tytułu „Analog/Film Photographer of the Year 2022” w konkursie International Photography Awards 2022

Certyfikat zdobycia tytułu „Amateur Fine Art Photographer of the Year” w konkursie 10th Fine Art Photography Awards

Brązowy medal Fotoklubu RP „ZA FOTOGRAFICZNĄ TWÓRCZOŚĆ” w XXXIII Krajowym Salonie Fotografii Artystycznej – ŻARY 2023

Łukasz Spychała, pseudonim artystyczny „Koneser” (ur. 1995 we Wrocławiu) – polski artysta fotograf, z wykształcenia magister inżynier informatyki. Od 2015 roku jest członkiem Stowarzyszenia paraArtystycznej Fotografii – Agendy Kultury Politechniki Wrocławskiej (SpAF), od 2021 roku jest członkiem Wrocławskiej Loży Fotograficznej, a w 2024 roku został członkiem rzeczywistym Okręgu Dolnośląskiego Związku Polskich Artystów Fotografików (nr legitymacji 1375). Jego zdjęcia były prezentowane na wielu wystawach, w serwisach internetowych i magazynach artystycznych. 
Fotografuje tradycyjnym japońskim aparatem średnioformatowym Mamiya RB67 Pro-S, używając czarno-białych, kolorowych i diapozytywowych filmów fotograficznych. Jego ulubionymi rodzajami fotografii jest portret kobiecy i fotografia aktu, w których się specjalizuje. W jego portfolio można znaleźć również prace z gatunku fotografii Fine Art, kinematograficznej, konceptualnej oraz narracyjnej. Największe zdobyte osiągnięcie to tytuł „Professional Analog/Film Photographer of the Year” w konkursie International Photography Awards 2022. W 2023 zdobył II nagrodę oraz Brązowy Medal Fotoklubu Rzeczypospolitej Polskiej w XXXIII Krajowym Salonie Fotografii Artystycznej – Żary 2023. W 2024 roku otrzymał tytuł „Nude Photographer of the Year 2023” w konkursie Monochrome Photography Awards 2023, „Amateur Fine Art Photographer of the Year” w 10th Fine Art Photography Awards oraz „Technique Photographer of the Year” w Analog Sparks International Film Photography Awards 2024.

## Nagrody
2025:
- Boudoir Photography Awards 2024 – I miejsce[14]
- All About Photo – AAP Magazine #48 – Portrait 2025 – Finalista[15]
- Best Photography Awards 2024-2025 – I miejsce w kategorii „Analog / Film photography”[16]
- Centrum Sztuki Współczesnej „Znaki Czasu” w Toruniu – „Wystaw się w CSW 2025” – Laureat[17]
- 500px Global Photography Awards 2024 – Zwycięzca kategorii „Portrait”[18]

2024:
- Chromatic Photography Awards 2024 – I miejsce w kategorii „Fine Art”[19]
- reFocus Awards – World Photo Annual 2024 – Srebro w kategorii „Film/Analog”[20]
- XXXIV Krajowy Salon Fotografii Artystycznej – ŻARY 2024 – II Nagroda oraz Brązowy Medal Fotoklubu RP[21]
- Budapest International Foto Awards 2024 – Brąz w kategorii „Analog/Film-Fine Art”[22]
- Budapest International Foto Awards 2024 – Wyróżnienie w kategorii „Analog/Film-Fine Art”[23]
- Neutral Density Photography Awards 2024 – Wyróżnienie w kategorii „Fine Art: Conceptual”[24]
- Art Limited – PHOTOGRAPHY 2024 – Wyróżnienie[25]
- LensCulture Black & White Photography Awards 2024 – Finalista[26]
- The 2024 Flow Photo Contest – Wyróżnienie w kategorii „Film”[27]
- Analog Sparks International Film Photography Awards 2024 – Zwycięzca kategorii „Technique” – Tytuł „Technique Photographer of the Year”; Złoto w kategorii „Technique/Lomography”[13]
- Analog Sparks International Film Photography Awards 2024 – Srebro w kategorii „Fine Art/Conceptual”[28]
- Świdnicki Ośrodek Kultury – Międzynarodowy Konkurs Fotografii „Akt w Małym Formacie 2024” – Wyróżnienie[29]
- The Independent Photographer – 2024 Black & White Award – II miejsce[30]
- Art Limited – AWARDS PORTRAITURE 2024 – II miejsce[31]
- 10th Fine Art Photography Awards – Grand Prize – Tytuł „Amateur Fine Art Photographer of the Year”[12]; I miejsce w kategorii „Fine Art”[32]
- Centrum Sztuki Współczesnej „Znaki Czasu” w Toruniu – „Wystaw się w CSW 2024” – Laureat[33]
- 500px Global Photography Awards 2023 – Zwycięzca kategorii „Fine Art”[34]
- Annual Photography Awards 2023 – II miejsce w kategorii „Fine Art: Conceptual”[35]
- XIX Otwarte Mistrzostwa Fotograficzne OMF 2023 – III Miejsce[36]
- Monochrome Photography Awards 2023 – I miejsce w kategorii „Nude”[37] – Tytuł „Nude Photographer of the Year 2023”[11]
- Tokyo International Foto Awards 2023 – Srebro w kategorii „Fine Art-Nudes”[38]

2023:
- Chromatic Photography Awards 2023 – I miejsce w kategorii „Nudes”[39]; Wyróżnienie w kategorii „Nudes”[40]
- XXXIII Krajowy Salon Fotografii Artystycznej – ŻARY 2023 – II Nagroda oraz Brązowy Medal Fotoklubu RP[10]
- Neutral Density Photography Awards 2023 – Wyróżnienie w kategorii „Fine Art: Nudes”[41]
- XI Międzynarodowy Konkurs Fotograficzny „Portret Prawdziwy” – Wyróżnienie[42]
- International Photography Awards 2023 – Wyróżnienie w kategorii „Analog/Film-Other”[43]
- Analog Sparks International Film Photography Awards 2023 – Złoto w kategorii „Fine Art/Erotism”[44]
- Fundacja Fotografia Polska – Ogólnopolski Konkurs Fotograficzny – I miejsce[45]; Wyróżnienie[46]
- MonoVisions Photography Awards 2023 – Wyróżnienie w kategorii „Nude”[47]
- Concordia Design Wrocław – Photo Summit Day 2023 – „Galeria Open-Up” – Osobiste wyróżnienie od Tomka Sikory[27]
- 9th Fine Art Photography Awards – II miejsce w kategorii „Conceptual”[48]; Wyróżnienie w kategorii „Fine Art”[49]; Wyróżnienie w kategorii „Nudes”[50]
- ART LIMITED GRAND PRIX 2022 – Wyróżnienie[51]
- Monochrome Photography Awards 2022 – Wyróżnienie w kategorii „Nude”[52]

2022:
- BRODZIAK ACADEMY – PORTRET ŚWIĄTECZNY – I miejsce; Wyróżnienie[27]
- Neutral Density Photography Awards 2022 – Wyróżnienie w kategorii „Fine Art: Other”[53]
- Art Limited – SHADOW AND LIGHT 2022 – Wyróżnienie[54]
- X Międzynarodowy Konkurs Fotograficzny „Portret Prawdziwy” – Wyróżnienie[55]
- International Photography Awards 2022 – Zwycięzca kategorii „Analog/Film” – Tytuł „Professional Analog/Film Photographer of the Year”[56]; Nagroda „Jury Top 5 Selection”; I miejsce w kategorii „Analog/Film-Fine Art”[9]; Wyróżnienie w kategorii „Analog/Film-Other”[57]; Wyróżnienie w kategorii „Analog/Film-Other”[58]
- 8th Fine Art Photography Awards – II miejsce w kategorii „Nudes”[59]
- Centrum Sztuki Współczesnej „Znaki Czasu” w Toruniu – „Wystaw się w CSW 2022” – Laureat[60]
- Art Limited – FASHION & MAGAZINE AWARDS 2021 – III miejsce[61]
- Art Limited – NUDE AWARDS 2021 – II miejsce[62]
- Monochrome Photography Awards 2021 – Wyróżnienie w kategorii „Nude”[63]

2021:
- Ząbkowickie Centrum Kultury i Turystyki – I Międzynarodowy Konkurs Fotografii – I miejsce w kategorii „Fotografia konceptualna”[64]
- Tokyo International Foto Awards 2021 – Srebro w kategorii „Fine Art-Nudes”[65]
- Chromatic Photography Awards 2021 – Wyróżnienie w kategorii „Nudes”[66]
- Neutral Density Photography Awards 2021 – II miejsce w kategorii „Fine Art: Nudes”[67]
- IX Międzynarodowy Konkurs Fotograficzny „Portret Prawdziwy” – Wyróżnienie[68]; Wyróżnienie[69]
- Art Limited – COLORS 2021 – I miejsce[70]

2020:
- Bob Photography Awards 2020 – II miejsce[27]

2018:
- Konkurs Grupy Analogowo – I miejsce w kategorii „Nagość duszy”[71]

2014:
- Magnum Praemium Wratislaviae – VI Powiatowy Konkurs „Wrocław na fotografii” – „Pomniki, które doskonale wrosły w pejzaż Wrocławia, a zarazem stały się bliskie jego mieszkańcom” – II miejsce[27]
- „PRAWA CZŁOWIEKA NIE SĄ NAM DANE RAZ NA ZAWSZE – rola Parlamentu Europejskiego w umacnianiu praw człowieka” – „Prawa człowieka we współczesnym świecie” – Wyróżnienie[27]

## Wystawy
2025:
- Wystawa prac laureatów konkursu fotograficznego „Wystaw się w CSW 2025” zorganizowana przez Centrum Sztuki Współczesnej „Znaki Czasu” w Toruniu[17]
- Pokonkursowa wystawa fotograficzna Analog Sparks International Film Photography Awards 2024 „Best of Show” zorganizowana w House of Lucie w Ostuni (Włochy)[72]
- Pokonkursowa wystawa fotograficzna XX Otwartych Mistrzostw Fotograficznych OMF 2024 zorganizowana w Galerii Amfilada w Olsztynie[73]

2024:
- Zbiorowa wystawa fotograficzna „Artyści po Sąsiedzku” zorganizowana w Centrum Kultury Agora we Wrocławiu[74]
- Pokonkursowa wystawa fotograficzna XXIX Ogólnopolskiego Konkursu Fotografii „PORTRET” zorganizowana w Centrum Integracji Społecznej w Trzciance[75]
- Pokonkursowa wystawa fotograficzna Analog Sparks International Film Photography Awards 2024 „Best of Show” zorganizowana w House of Lucie w Budapeszcie (Węgry)[72]
- Pokonkursowa wystawa fotograficzna XXXIV Krajowego Salonu Fotografii Artystycznej - ŻARY 2024 zorganizowana w Salonie Wystaw Artystycznych Żarskiego Domu Kultury[76]
- Wystawa jubileuszowa „20 lat Galerii Fotografii ZPAF we Wrocławiu 2003-2023”[77]
- Zbiorowa wystawa fotograficzna Wrocławskiej Loży Fotograficznej zorganizowana przez Strzeliński Ośrodek Kultury w Galerii Skalnej w Strzelinie[78]
- Pokonkursowa wystawa fotograficzna Analog Sparks International Film Photography Awards 2024 „Best of Show” zorganizowana w House of Lucie w Atenach (Grecja)[72]
- Pokonkursowa wystawa fotograficzna XXVIII Ogólnopolskiego Konkursu Fotografii „PORTRET” zorganizowana w Kinie Capitol w Miliczu[72]
- Zbiorowa wystawa fotograficzna „Niegrzeczna fotografia” zorganizowana w Luminie we Wrocławiu w ramach LUMINA MEETS SAFE WORD[79]
- Doroczna wystawa Okręgu Dolnośląskiego Związku Polskich Artystów Fotografików „OGRANICZONA OBECNOŚĆ” zorganizowana w Galerii FOTO-GEN we Wrocławiu[80]
- Zbiorowa wystawa fotograficzna „2024 Annual Exhibition” zorganizowana przez The Independent Photographer w Photobook Cafe w Londynie (Wielka Brytania)[81]
- Pokonkursowa wystawa fotograficzna Międzynarodowego Konkursu Fotografii „Akt w Małym Formacie 2024” zorganizowana przez Świdnicki Ośrodek Kultury w ramach 38. Dni Fotografii Świdnica 2024[72]
- Zbiorowa wystawa fotograficzna „Ewa. 30 lat w obiektywie” zorganizowana w Międzynarodowym Centrum Spotkań Młodzieży w Toruniu[72]
- Wystawa artystów nagrodzonych w pierwszej edycji Galerii Bezdomnej zorganizowana w Concordia Design Wrocław w ramach festiwalu Photo Summit Day 2024[82]
- Pokonkursowa wystawa fotograficzna „W obiektywie '23” zorganizowana w Ośrodku Kultury Plastycznej Wieża Ciśnień im. Bogdana Jareckiego w Kaliszu w ramach festiwalu „W obiektywie. Spotkania istotne.”[83]
- Wystawa prac laureatów konkursu fotograficznego „Wystaw się w CSW 2024” zorganizowana przez Centrum Sztuki Współczesnej „Znaki Czasu” w Toruniu[33]
- Pokonkursowa wystawa fotograficzna XIX Otwartych Mistrzostw Fotograficznych OMF 2023 zorganizowana w Galerii Amfilada w Olsztynie[84]
- Indywidualna wystawa fotograficzna „Solar” zorganizowana we Wrocławiu w ramach Witryny Jednej Fotografii[85]
- Indywidualna wystawa fotograficzna „Vintage” zorganizowana w Vivid Gallery we Wrocławiu w ramach Święta Fotografii 2024[86]

2023:
- Pokonkursowa wystawa fotograficzna Zdjęcie Roku 2023 w kategorii „Dorośli” zorganizowana w Galerii Fotografii „Ratusz” w Zamościu[87]
- Pokonkursowa wystawa fotograficzna XXXIII Krajowego Salonu Fotografii Artystycznej – ŻARY 2023 zorganizowana w Salonie Wystaw Artystycznych Żarskiego Domu Kultury[72]
- Pokonkursowa wystawa fotograficzna XXVIII Ogólnopolskiego Konkursu Fotografii „PORTRET” zorganizowana w Centrum Integracji Społecznej w Trzciance[88]
- Pokonkursowa wystawa fotograficzna XI Międzynarodowego Konkursu Fotograficznego „Portret Prawdziwy” zorganizowana w Nowotomyskim Ośrodku Kultury[72]
- Zbiorowa wystawa fotograficzna „ICONIC Photo Show” zorganizowana przez ImageNation Milan i Iconic Artist w ramach Collater.al Photography 2023 w Fondazione Luciana Matalon w Mediolanie (Włochy)[89]
- Pokonkursowa wystawa fotograficzna Ogólnopolskiego Konkursu Fotograficznego zorganizowana przez Fundację Fotografia Polska w ramach III Płockich Dni Fotografii[72]
- Pokonkursowa wystawa fotograficzna Międzynarodowego Konkursu Fotografii „Akt w Małym Formacie 2023” zorganizowana przez Świdnicki Ośrodek Kultury w ramach 37. Dni Fotografii Świdnica 2023[72]
- Zbiorowa wystawa fotograficzna Wybranych Gości Wrocławskiej Loży Fotograficznej zorganizowana przez Wrocławską Lożę Fotograficzną w ramach Bulvarów Sztuki: Foto Tygodnia Wrocławskiej Loży Fotograficznej[90]
- Pokonkursowa wystawa fotograficzna International Photography Awards 2022 „Best of Show” zorganizowana w House of Lucie w Ostuni (Włochy)[5]
- Pokonkursowa wystawa fotograficzna International Photography Awards 2022 „Best of Show” zorganizowana w Nes Kulturhus w Årnes (Norwegia)[5]
- Zbiorowa wystawa fotograficzna „Galeria Open-Up” zorganizowana w Concordia Design Wrocław w ramach Photo Summit Day 2023[72]
- Zbiorowa wystawa fotograficzna „Single Shot Story” zorganizowana przez Wrocławską Lożę Fotograficzną[72]
- Pokonkursowa wystawa fotograficzna X Międzynarodowego Konkursu Fotograficznego „Portret Prawdziwy” zorganizowana w Muzeum Ognia w Żorach[72]
- Pokonkursowa wystawa fotograficzna International Photography Awards 2022 „Best of Show” zorganizowana w House of Lucie w Atenach (Grecja)[5]
- Pokonkursowa wystawa fotograficzna International Photography Awards 2022 „Best of Show” zorganizowana w House of Lucie w Kaszan (Iran)[5]
- Pokonkursowa wystawa fotograficzna International Photography Awards 2022 „Best of Show” zorganizowana w House of Lucie w Budapeszcie (Węgry)[5]

2022:
- Poplenerowa wystawa fotograficzna „Plener Bożków / Ziębice” zorganizowana przez Monikę Bojsan i The Mystery Barbers w Ziębickim Centrum Kultury[72]
- Pokonkursowa wystawa fotograficzna International Photography Awards 2022 „Best of Show” zorganizowana w Splashlight Studios w Nowym Jorku (USA)[5]
- Pokonkursowa wystawa fotograficzna X Międzynarodowego Konkursu Fotograficznego „Portret Prawdziwy” zorganizowana w Nowotomyskim Ośrodku Kultury[72]
- Wystawa prac laureatów konkursu fotograficznego „Wystaw się w CSW 2022” zorganizowana przez Centrum Sztuki Współczesnej „Znaki Czasu” w Toruniu[60]
- Pokonkursowa wystawa fotograficzna IX Międzynarodowego Konkursu Fotograficznego „Portret Prawdziwy” zorganizowana w Muzeum Ognia w Żorach[72]

2021:
- Pokonkursowa wystawa fotograficzna IX Międzynarodowego Konkursu Fotograficznego „Portret Prawdziwy” zorganizowana w Nowotomyskim Ośrodku Kultury[72]
- Pierwszy Wrocławski Przegląd Fotografii zorganizowany w Czasoprzestrzeni we Wrocławiu[91]

2018:
- Zbiorowa wystawa fotograficzna „Wolność w kwadracie” zorganizowana przez Łódzkie Towarzystwo Fotograficzne[92]

2017:
- Zbiorowa wystawa fotograficzna „Analogia Analogu” zorganizowana przez Analogowo w Volna Gallery Warszawa[72]
- Zbiorowa wystawa fotograficzna „MY!” zorganizowana przez SpAF w ramach XX Dolnośląskiego Festiwalu Nauki we Wrocławiu[72]

## Publikacje, wywiady, podcasty
- AfterPiece! Zine – Cozy Up by the Fire and Get Familiar with these 5 Erotic Artists[93]
- Album grupy Analogowo[94]
- All About Photo – AAP Magazine #48 – Portrait 2025[95]
- ALTER/ANALOG – Łukasz Spychała’s „Ghosts of the Past”[96]
- Analog Forever Magazine – Online Group Exhibition – „Instant Image” September 2022[97]
- Artywizm – Wydanie nr 1[98]
- ATTO Magazine – Behind The Scenes[93]
- AWBU – Embarrassing[99]
- B&W Republik Magazine Issue #024 Volume 04 (Nude & Boudoir)[93]
- B-authentique Online Magazine – Edyta by Lukasz Spychala[93]
- B-authentique Online Magazine – Wiktoria by Lukasz Spychala[93]
- BadSeedZine – Lukasz Spychala[100]
- Best Models Magazine #27[101]
- BleachFilm Magazine Issue Vol. 7 April 2025[102]
- Bored Panda – 2023 IPA Winners: Exploring The Best In Analog Photography (20 Pics)[103]
- Bored Panda – Analog Sparks International Film Photography Awards: Here Are The Best 32 Images Of 2024[104]
- Bored Panda – Dreamy, Intimate Photos Taken With An Analog Camera By Łukasz Spychała (41 Pics)[105]
- Bored Panda – Monochrome Photography Awards 2023 40 Images Captured By Talented Photographers From Around The World[106]
- Bored Panda – The Raw Beauty Of The Human Spirit In 23 Award-Winning Portraits Selected By AAP Magazine[107]
- Boudoir Inspiration December 2021 Issue Vol. 2[108] (Mysterious Light – Wiktoria Moldawiak & Lukasz Spychala[109])
- Boudoir Inspiration February 2025 Lingerie Issue[110] (Repertoire – Łukasz Spychała & Michalina Nina[111])
- Boudoir Photography Awards 2024 Book[112]
- Capture – International Photography Awards 2022 winners revealed[113]
- Chromatic Awards Annual Book 2021[114]
- Chromatic Awards Annual Book 2023[115]
- Chromatic Awards Annual Book 2024[116]
- Ciemnia.org – Wystawa fotografii analogowej „Vintage” – Łukasz Spychała – Wrocław Vivid Gallery[117]
- Collater.al – La fotografia analogica di Łukasz Spychała[118]
- Crisopeya. Revista de Arte y Literatura N.° 7, year IV, April 15/24[119]
- Crisopeya. Revista de Arte y Literatura N.° 8, year IV, May 20/24[120]
- Crisopeya. Revista de Arte y Literatura N.° 11, year IV, September 19/24[121]
- Crisopeya. Revista de Arte y Literatura N.° 12, year IV, October 26/2024[122]
- CVLTARTES – Unveiling ‘Intricacy,’ The Visual Wonder of Lukasz Spychala’s Latest Series[123]
- Czasopismo SZTUKA – Przez wizjer Konesera – rozmowa z Łukaszem Spychałą[124]
- Dzień Dobry TVN – Polak wygrał Fine Art Photography, a jego muzą jest partnerka. „Samo robienie zdjęć to już zwieńczenie procesu”[125]
- Edith Glamour Magazine – The Nude Edition #91[126]
- Europejska Stolica Kultury 2016 – MOSTY – Most Osobowicki[93]
- ÈROTIQ X INK MAGAZINE – Cute Cats[93]
- Film Without Frontiers – Manhattan[127]
- Fotograficznie Rzecz Biorąc – Koneser Fotografii – Selekcję wykonuję przed naciśnięciem migawki[128]
- Fotopolis – Łukasz Spychała fotografem roku w konkursie Fine Art Photography Awards 2024[129]
- Frankinstax – 2023 Year In Review: A Frankinstax Gallery[130]
- Frankinstax – 2024 Year In Review: A Frankinstax Gallery[131]
- Fuerte! – Łukasz Spychała[93]
- Fuerte! – Purgatory[93]
- Fujigrapher – Fujichrome Velvia 50[93]
- Fuzz Magazine – Dust & Scratches[132]
- Galeria Analogowo – Fotografie wyróżnione w letnim sezonie 2018[93]
- Galeria Analogowo – Fotografie wyróżnione w sezonie jesiennym 2018[93]
- Happy Cat Jay – Only The Devil[133]
- HEY B A É BE – Interview with Łukasz Spychała[134]
- HOLM MAGAZINE – HISTORY OF POTASSIUM CYANIDE POISONING[135]
- Hype&Hyper – A private world in pictures to share | Łukasz Spychała[136]
- Iconic Artist – Issue N.004 – Autumn/Winter 2022-23[137]
- Iconic Artist – Issue N.006 – Autumn/Winter 2023-24[138]
- Iconic Artist – Print Edition Vol.2 – Become Famous[139]
- Iconic Artist – Print Edition Vol.3 – The Editor’s Issue[140]
- Iconic Artist – Print Edition Vol.4 – The Greatest Issue[141]
- International Photography Awards Book 2022[142]
- International Photography Awards™ – Lukasz Spychala[3]
- Interpubliq Magazine – Shot By Łukasz Spychała[143]
- Interpubliq Magazine – The neg (1) issue[144]
- Kaiser Magazine – Vol. 14 Bondage[145]
- Kansha Magazine Chapter 89 Featuring Isadora Diaz[93]
- Kompromise Magazine – Hallway of Secrets[146]
- Kwartalnik Fotografia 49/2025 – Nie jestem artystą, jestem fotografem[147]
- Life is scene – Portfolio – Lukasz Spychala – Poland[148]
- linklens today – Venus in Furs[93]
- Love & Mercy Magazine - Gin Basil by Lukasz Spychala[149]
- Medium Format Magazine – April 2025[150]
- Medium Format Magazine – February 2025[151]
- Mob Journal – Volume 17 – Issue #15[152]
- Modellenland Magazine Issue 32 (Part 1) – February 2018[153]
- Modellenland Magazine Issue 36 – June 2018[154] (Interview – Photographer Łukasz Spychała (Poland)[155])
- Modellenland Magazine Issue 42 – December 2018[156]
- Modellenland Magazine Issue 48 – June 2019[157]
- Modellenland Magazine Issue 105 – April 2024[158]
- Modellenland Magazine Winner Beata Kukwisz[93]
- Monochrome Photography Awards '23[159]
- NAGU Magazine – Klaudia Komperda by Lukasz Spychala[160]
- NAGU Magazine – Lisia Dama by Lukasz Spychala[161]
- NAKID MAGAZINE – ‘EMPTINESS’ A NEW VISUAL STORY BY PHOTOGRAPHER ‘LUKASZ SPYCHALA’[162]
- NAKID MAGAZINE – 'ATOMIC RIDERS' A NEW VISUAL STORY BY PHOTOGRAPHER 'LUKASZ SPYCHALA'[163]
- NAKID MAGAZINE – ARTISTIC SPIRIT A NEW VISUAL STORY BY LUKASZ SPYCHALA {EXCLUSIVE EDITORIAL/NSFW}[164]
- NART Magazine – My Pussy is a Tiger[165]
- NART Magazine – Stay High[166]
- NART Magazine Volume III – An Art Protest[167]
- Niezłe Aparaty & Koneser Fotografii[168]
- NUDE Magazine – Numero #21 Landscape[169]
- Nuvu Magazine Nude Book 96 Featuring Brooklyn Haydar[170] (Magic Carpet[171])
- ONLYCHILD Magazine 1-by-1 Spring 2022[172]
- Optyczne.pl – Vintage – wystawa fotografii analogowej Łukasza Spychały[173]
- Photographize Monochrome Masters Vol. 01[174]
- Radio ESKA Olsztyn - Otwarte Mistrzostwa Fotografii 2023. Znamy mistrzów fotografii. Zobacz zwycięskie prace [ZDJĘCIA][175]
- Radio ESKA Wrocław – Fotograf z Wrocławia zwycięzcą międzynarodowego konkursu. Seria zdjęć "Multiverse" przenosi nas w czasie[176]
- Radio Wrocław – Chwalimy swoje: Łukasz Spychała z fotograficznym Oskarem[177]
- Reddit Analog – [OTW] Photographer of the Week – Week 2[178]
- RektMag – Daria by Lukasz Spychala – Born to be Wild[179]
- RektMag Issue X[180]
- Selin Magazine Issue 19 Vol. 34[181]
- Shades of Grey 22[182]
- Shoot It With Film – Another World Fine Art Series by Łukasz Spychała[183]
- Shoot It With Film – Multiverse Fine Art Series by Łukasz Spychała[184]
- Situatifé Magazine – Interview with Łukasz Spychała[6]
- Slug Boys feat. Ida Dorthea Wiken-Brandt – Dear Life[185]
- Something Different Magazine – Connection[186]
- Something Different Magazine – Film & Fashion 4[187]
- Something Different Magazine – Film & Fashion 5 – Nude[188]
- Something Different Magazine – Film & Fashion 6[189]
- Something Different Magazine – Into the Sun[190]
- STYLÉCRUZE Magazine – APRIL 2021 NUDE Issue (Vol. 02)[191]
- Sygnity – Programista z pasją – rozmawiamy z Łukaszem Spychałą[192]
- Szeroki Kadr – Inspiracja – Łukasz Spychała[193]
- The Equilibrium Online – As the day gives way to the night[93]
- The Nude Canvas Newsletter – Five Nudes Friday #15[194]
- The Nude Canvas Newsletter – Five Nudes Friday #54[195]
- The Nude Canvas Newsletter – Five Nudes Friday #82[196]
- The Nude Canvas Newsletter – Subscriber Spotlight; Lukasz Spychala[197]
- The Phoblographer – A Thinking Photographer’s Conversation on Nudity as Art (NSFW)[198]
- The Phoblographer – Five of the Best Photographers Creating Dreamy Photos[199]
- The Phoblographer – How Does a Photographer Use AI Ethically?[200]
- The Phoblographer – How Lukasz Spychala Makes Dreamy Analog Photos in „Another World”[7]
- The Phoblographer – Photographer Lukasz Spychala Makes Beautiful Magic That AI Can’t (NSFW)[201]
- The Phoblographer – The 12 Most Inspirational Photographers of 2023: A Must-See List of the Best (NSFW)[202]
- The Phoblographer – These 10 Surreal Photographers Shared Their Secrets With Us[203]
- The Phoblographer – What Do Professional Photographers Think Of AI[204]
- The Portrait Project – Volume Three #43[93]
- Them Frames – Łukasz Spychała Proves Storytelling Is the Soul of Great Photography (NSFW)[205]
- TOP POSTERS MAGAZINE – NUDE AUGUST (Vol 464)[206]
- Traaaw Magazine – Long Day[207]
- Traaaw Magazine – Ubiquitous Light[208]
- TSYM magazine – Sensual Edition – November 2020 – No.2[209]
- UnTold Magazine – Nudes & Boudoir 3 – November 2021 – Issue 501[210]
- UnTold Magazine – Nudes & Boudoir 3 – November 2021 – Issue 503[211]
- UnTold Magazine – Nudes & Boudoir 4 – November 2021 – Issue 527[212]
- Vigour Magazine – NUDE & Boudoir – July 2021 – Issue 06[213]
- Visual Diary – Come on, I’ll show you the house[93]
- Visual Diary – Lost on the road[93]
- Wrocław.pl – Biuletyn – Nr 16 (177) 2024 – Uwaga! Wrocławski talent nagrodzony[214]
- Wrocław.pl – Uwaga, talent! Wrocławianin zwycięzcą międzynarodowego konkursu Fine Art Photography Awards[215]
- Wrocław.pl – Wrocławianin Łukasz Spychała nagrodzony w międzynarodowym konkursie fotograficznym International Photography Awards 2022[8]
- Zakład Fotograficzny „Pod Dachem” – Galeria – Łukasz Spychała „Koneser”[216]
- Związek Polskich Artystów Fotografików – Spotkanie autorskie FotoForum[217]